# Niels Post
Niels Post (Hoogezand-Sappemeer, 5 augustus 1972) is een Nederlands kunstenaar die woont en werkt in Rotterdam. Een centraal thema in zijn werk is een creatieve omgang met de openbare ruimte. Daarnaast werkt Post veel met het medium video. In de periode 1992-1996 studeerde Post aan de AKI te Enschede, waar hij later les gaf als docent aan de afdeling mediakunst.
In 2006 behaalde de ludieke installatie Erasmusbrug 1 ruime aandacht in de media. Voor dit werk lijmde Post op illegale wijze een brievenbus tegen de Erasmusbrug te Rotterdam. TPG post leverde vervolgens daadwerkelijk post af op het door de kunstenaar gecreëerde adres (Erasmusbrug 1, 3072 Rotterdam). Na negen weken werd de brievenbus weer verwijderd; er waren in totaal 122 poststukken bezorgd.
Een ander werk dat de verfrissende omgang van Post met de openbare ruimte typeert, is het werk Polyester pleerol (2004), waarbij hij op 75 wildplasplekken in Rotterdam wc-rollen plaatste.
Tezamen met de Rotterdamse kunstenaar Jeroen Bosch is Post hoofdredacteur van het kunstweblog Trendbeheer, dat wordt beschouwd als 'het grootste Nederlandse weblog over kunst en cultuur'.